# Pernik (oblast)
Pernik (Bulgaars: Област Перник) is een oblast in het westen van Bulgarije. De hoofdstad is het gelijknamige Pernik en de oblast heeft 120.880 inwoners (2018).

## Bevolking
Op 31 december 2018 telde de oblast zo'n 120.880 inwoners. De meeste inwoners wonen in de gemeente  Pernik, gevolgd door de gemeente Radomir. De overige gemeenten zijn zeer dunbevolkt. Op 31 december 2018 bedroeg de urbanisatiegraad zo'n 79,3%.
| gemeente Pernik       | 59 593 | 91 081 | 109 724 | 113 890 | 117 615 | 111 244 | 104 625 | 97 181 | 88 604 |
| gemeente Radomir      | 39 130 | 33 785 | 29 739  | 27 217  | 28 072  | 27 206  | 24 754  | 20 896 | 18 253 |
| gemeente Breznik      | 20 377 | 17 475 | 14 599  | 12 582  | 10 994  | 10 250  | 8 532   | 6 945  | 6 160  |
| gemeente Tran         | 26 429 | 18 602 | 12 900  | 9 775   | 7 922   | 6 890   | 5 627   | 4 146  | 3 915  |
| gemeente Zemen        | 13 873 | 11 470 | 8 601   | 6 935   | 5 652   | 5 134   | 4 139   | 2 762  | 2 372  |
| gemeente Kovatsjevtsi | 9 640  | 6 906  | 4 636   | 3 429   | 2 668   | 2 583   | 2 155   | 1 600  | 1 576  |

#### Bevolkingsgroepen
Pernik heeft een relatief homogene bevolkingssamenstelling. Volgens de volkstelling van 1 februari 2011 bestaat circa 96,4% van de bevolking uit etnische Bulgaren. De grootste minderheid vormen de  Roma/zigeuners met 2,8% van de totale bevolking. Vooral in de stad  Tran leeft een significante Romani-minderheid (27,8% volgens de telling van 2011).

#### Leeftijdsstructuur
Op 31 december 2018 was 25,2% van de bevolking 65 jaar of ouder. Dit percentage ligt 3,5 procentpunten boven het Bulgaarse gemiddelde van 21,7%.
| Leeftijdsopbouw van de oblast Pernik                              | Leeftijdsopbouw van de oblast Pernik | Leeftijdsopbouw van de oblast Pernik | Leeftijdsopbouw van de oblast Pernik | Leeftijdsopbouw van de oblast Pernik | Leeftijdsopbouw van de oblast Pernik | Leeftijdsopbouw van de oblast Pernik | Leeftijdsopbouw van de oblast Pernik | Leeftijdsopbouw van de oblast Pernik | Leeftijdsopbouw van de oblast Pernik | Leeftijdsopbouw van de oblast Pernik | Leeftijdsopbouw van de oblast Pernik | Leeftijdsopbouw van de oblast Pernik | Leeftijdsopbouw van de oblast Pernik | Leeftijdsopbouw van de oblast Pernik | Leeftijdsopbouw van de oblast Pernik | Leeftijdsopbouw van de oblast Pernik | Leeftijdsopbouw van de oblast Pernik | Leeftijdsopbouw van de oblast Pernik |
| Leeftijdscategorie                                                | Totaal                               | 0 – 9                                | 10 - 19                              | 20 - 29                              | 30 - 39                              | 40 - 49                              | 50 - 59                              | 60 - 69                              | 70 - 79                              | 80+                                  |                                      |                                      |                                      |                                      |                                      |                                      |                                      |                                      |
| ----------------------------------------------------------------- | ------------------------------------ | ------------------------------------ | ------------------------------------ | ------------------------------------ | ------------------------------------ | ------------------------------------ | ------------------------------------ | ------------------------------------ | ------------------------------------ | ------------------------------------ | ------------------------------------ | ------------------------------------ | ------------------------------------ | ------------------------------------ | ------------------------------------ | ------------------------------------ | ------------------------------------ | ------------------------------------ |
| 2018                                                              | 120.880                              | 9.911                                | 9.644                                | 9.025                                | 15.740                               | 18.581                               | 18.054                               | 18.564                               | 13.673                               | 7.668                                |                                      |                                      |                                      |                                      |                                      |                                      |                                      |                                      |
| 2000                                                              | 148.251                              | 10.717                               | 17.498                               | 19.316                               | 19.178                               | 21.587                               | 21.142                               | 19.338                               | 15.015                               | 4.460                                |                                      |                                      |                                      |                                      |                                      |                                      |                                      |                                      |
| Etnische samenstelling per leeftijdscategorie in procenten (2011) |                                      |                                      |                                      |                                      |                                      |                                      |                                      |                                      |                                      |                                      |                                      |                                      |                                      |                                      |                                      |                                      |                                      |                                      |
| Bulgaren                                                          | 96,4%                                | 90,3%                                | 93,3%                                | 94,3%                                | 96,0%                                | 96,6%                                | 97,6%                                | 98,6%                                | 99,2%                                | 99,6%                                |                                      |                                      |                                      |                                      |                                      |                                      |                                      |                                      |
| Roma/zigeuners                                                    | 2,8%                                 | 7,5%                                 | 6,2%                                 | 5,0%                                 | 3,2%                                 | 2,7%                                 | 1,6%                                 | 0,9%                                 | 0,5%                                 | 0,2%                                 |                                      |                                      |                                      |                                      |                                      |                                      |                                      |                                      |

## Gemeenten
- Breznik
- Kovatsjevtsi
- Pernik
- Radomir
- Tran
- Zemen